# Katara
Katara là một nhân vật hư cấu trong loạt phim hoạt hình Avatar: The Last Airbender và The Legend of Korra của Nickelodeon. Katara là con gái của tộc trưởng Hakoda và Kya, và là em gái của Sokka.
Lần đầu tiên xuất hiện, Katara là một cô gái 14 tuổi có khả năng ngự thủy, cô là người duy nhất còn sót lại có khả năng này trong Nam Thủy tộc. Cùng với anh trai Sokka, cô phát hiện ra Aang – một ngự khí sư – bị đóng băng trong một tảng băng. Họ giải thoát anh và cùng nhau tham gia vào hành trình đánh bại Hỏa Quốc và mang lại hòa bình cho thế giới đang bị chiến tranh tàn phá.

## Tính cách và sự phát triển
Katara là một người kiên cường, giàu lòng trắc ẩn và có tinh thần lãnh đạo mạnh mẽ. Cô thường đóng vai trò là người chăm sóc trong nhóm, đồng thời không ngần ngại đứng lên đấu tranh cho công lý. Cuộc đời của cô gắn liền với mất mát và sự cám dỗ của lòng thù hận; cô từng đứng trước kẻ đã giết mẹ mình với khả năng kết liễu hắn, nhưng đã chọn lòng nhân từ – một lựa chọn thể hiện sức mạnh nội tâm của cô.

## Ngự thuật
Katara được công nhận là ngự thủy sư vĩ đại nhất trong thế hệ của mình, nhận danh hiệu tiết thủy sư từ sư phụ Pakku của Bắc Thủy tộc. Cô cũng sở hữu khả năng chữa lành bằng nước và học được kỹ thuật ngự huyết – một kỹ năng hiếm và nguy hiểm.

## Xuất hiện trong các phương tiện truyền thông khác
Katara xuất hiện trong bộ phim điện ảnh Tiết khí sư cuối cùng (2010) do Nicola Peltz thủ vai, và trong loạt phim truyền hình người đóng năm 2024 do Kiawentiio đảm nhận. Cô cũng góp mặt trong các truyện tranh tiếp nối như The Promise, The Search, The Rift, Smoke and Shadow, North and South, Imbalance, và Katara and the Pirate's Silver, nơi khai thác sâu hơn về quá khứ và sự phát triển của nhân vật.

## Đón nhận
Katara được đánh giá là một trong những nhân vật nữ mạnh mẽ và truyền cảm hứng nhất trong loạt phim. Sự kết hợp giữa lòng nhân ái, sức mạnh và sự kiên định khiến cô trở thành hình mẫu lý tưởng cho nhiều khán giả.